# Opatija Clairvaux
Opatija Clairvaux (francuski: Abbaye de Clairvaux) je bivši cistercitski samostan smješten u današnjoj općini Ville-sous-la-Ferté, oko 15 km zapadno od grada Bar-sur-Aube u današnjem departmanu Aube na sjeveru Francuske. Osnovao ga je Bernard od Clairvauxa 1115. godine nakon što je napustio svoju opatiju Molesme želeći živjeti što vjernije prema pravilima sv. Benedikta. 
Nakon teškog i mukotrpnog početka, Clairvaux se pod vodstvom opata Benarda snažno, ubrzano razvija. S vremenom je postao jedan od najpoznatijih i najuglednijih samostana u Francuskoj. 
Snažan zid s kulama okruživao je opatiju, a iza zida nalazio se jarak s pritokama umjetno preusmjerenim da teku kroz područje opatije i tako opskrbljuju samostan vodom za navodnjavanje, kanalizaciju i piće. Dodatni zid koji ide od sjevera prema jugu dijeli samostan na unutarnji i vanjski dio. Unutarnji dio bio je mjesto monaške zgrade, dok je vanjski dio služio za poljoprivredne poslove. Između vanjskog i unutarnjeg dijela nalazi se portal. S desne strane unutarnjeg dijela nalazi se rezidencija opata, a s lijeve strane staje za smještaj konja. Crkva s velikim klaustrom na jugu zauzima središnji položaj i okružena je redovničkim rezidencijama. Iza manjih samostana, zidom odvojeni od rezidencija, bili su smješteni povrtnjaci, voćnjaci, ribnjaci i bare. Crkva se sastoji od ogromnog broda s transeptom u koji se ulazi kroz narteks, odnosno usko pravokutno predvorje uz pročelje. Na istoku svakog kraka transepta su dvije kvadratne kapele, a apsidu okružuje devet kapela. Klaustar se nalazi na jugu crkve kako bi redovnici imali što veću korist od sunčeve svjetlosti. 
Današnje građevine uglavnom datiraju iz 1708. godine, a napušten je za vrijeme francuske revolucije. God. 1804. na njegovom mjestu je podignut zatvor Clairvaux koji se smatra jednom od najstrožih i najzloglasnijih kaznionica u današnjoj Francuskoj.

## Vanjske poveznice
1. ↑  Jean-François Leroux-Dhuys, "Clairvaux : de l'abbaye à la prison", émission La Marche de l'Histoire sur France Inter (fr.)

- Službene stranice opatije Clairvaux à Bar-sur-Aube (fr.)